# Єфросинія Опольська
Єфросинія Опольська (1228/30 — 4 листопада 1292) — Сілезійська князівна, в першому шлюбі з 1257 р. за Казимиром I Куявським; в другому з 1275 за Мстивоєм II Померанським. 
Донька Казимира I Опольського і його дружини Велеслави (Віоли). Правнучка Великого князя Київського Мстислава І.

## Біографія
Єфросинія була наймолодшою з чотирьох дітей. Вона мала двох братів і сестру: князів Мешка II, Володислава І і Вензеславу, яка стала черницею.
Перший шлюб Єфросинії був з її далеким родичем Казимиром I, князем Куявським. Подружжя одружилося 1257 року, коли Єфросинії було щонайменше двадцять дев'ять років. 
Казимир уже мав двох синів від першого шлюбу з Констанцією Сілезійською. Євфросинія і Казимир мали четверо дітей, трьох синів і одну доньку. Згідно з літописами, Єфросинія бажала, щоб її сини успадкували владу й землі  після свого батька, тому робила інтриги проти двох старших синів.
14 грудня 1267 р Казимир І помер, залишивши Єфросинію вдовою з чотирма маленькими дітьми . Вона деякий час була княгинею-регентом. Під час регентства Єфросинії лицарі Тевтонського ордену та князь Болеслав Побожний намагались скористатись ситуацією та захопити землі Куявії.
Коли сини і пасинки стали повнолітніми й почали правити в князівстві, 1275 року Єфросинія вдруге одружилась з князем Мстивоєм II Померанським, що мав від першого шлюбу з Юдитою, донькою Дітриха I Веттіна, двох доньок. Після тринадцяти років бездітного шлюбу вони розлучилися 1288 р.
Євфросинія повернулася до Куявії і жила в Брест-Куявському, де померла 4 листопада 1292 року і була похована.

## Родина
1 Чоловік — Казимир I Куявський
Діти:
- Владислав I (1260/1261—1333) —  король Польщі (1320–1333).
- Казимир II (1262/1265—1294) — князь Ленчицький і Добжинський 10 червня 1294), убитий у бою проти литовців.
- Земовит (1262/67—1312) — князь Добжинський.
- Євфимія (бл. 1265—1308) — одружена з королем Русі Юрієм I, мати королів Русі Андрія та Лева Юрійовичів.

2 Чоловік — Мстивой II, князь Східної Померанії
Діти: не було

## Родовід
Єфросинія Опольська  веде свій родовід, в тому числі, й від Великих князів Київських Ярослава Мудрого та Володимира Мономаха.